# Marlene on the Wall
Marlene on the Wall is een nummer van de Amerikaanse zangeres Suzanne Vega. Het is de eerste single van haar titelloze debuut studioalbum uit 1985.
Het nummer is een rustige ballad. Met "Marlene" en haar "mocking smile", doelt Vega op (een poster van) Marlene Dietrich. Vega haalt er troost uit door te kijken naar deze poster, nadat haar vriend haar heeft verlaten.In mei 1985 werd het nummer eerst in de VS en Canada op single uitgebracht en in oktober volgden Europa, Australië en Nieuw-Zeeland.

## Achtergrond
"Marlene on the Wall" flopte in thuisland de Verenigde Staten, maar werd wél een kleine hit in het Verenigd Koninkrijk, Ierland, Australië en het Nederlandse taalgebied. In het Verenigd Koninkrijk bereikte de plaat de 21e positie in de UK Singles Chart. In Ierland werd de 9e positie behaald en in Australië de 39e. 
In Nederland werd de plaat in het najaar van 1985 veel gedraaid op Hilversum 3 en vanaf zondag 1 december 1985 op Radio 3 en werd een radiohit in de tot 21 november 1985 drie landelijke hitlijsten op de nationale publieke popzender Hilversum 3. De plaat bereikte de 2e positie in de Tipparade, de 27e in de Nationale Hitparade en de 36e in de op donderdag 21 november 1985 allerlaatste uitgezonden TROS Top 50. In de Europese hitlijst op Hilversum 3 en vanaf 5 donderdag 5 december 1985 op Radio 3, de TROS Europarade, werd géén notering behaald.
In België bereikte de plaat de 13e positie in de voorloper van de Vlaamse Ultratop 50 en de 11e in de Vlaamse Radio 2 Top 30. In Wallonië werd géén notering behaald.
- Discogs
- Dutchcharts: (Nederlandse Top 40, Nationale Hitparade, TROS Top 50, TROS Europarade, Vlaamse Ultratop 50, Vlaamse Radio 2 Top 30, UK Singles Chart)
- Radiopedia.nl (Hilversum 3 hittips)
- NPO Radio 2